# Mendota (Minnesota)
Mendota – miasto w Stanach Zjednoczonych, w stanie Minnesota, w hrabstwie Dakota.